# فرشته‌ماهی پیرزن
فرشته‌ماهی پیرزن (نام علمی: Pomacanthus rhomboides) نام یک گونه از تیره فرشته‌ماهیان است.